# Carsten Polanz
Carsten Polanz (* 1982 in Mettmann) ist ein deutscher Islamwissenschaftler und Hochschullehrer.

## Leben
Carsten Polanz begann 2003 ein Studium für Islamwissenschaft, Neuere Geschichte und Öffentliches Recht an der Rheinischen Friedrich-Wilhelms-Universität in Bonn, das er 2009 mit dem Magister abschloss. Parallel dazu studierte er Evangelische Theologie am Martin Bucer Seminar in Bonn. 2010 folgten Promotionsstudien an der Rheinischen Friedrich-Wilhelms-Universität, wo er 2015 mit einer Dissertation zum Dschihad-Konzept Yusuf al-Qaradawis promovierte.
Die Freie Theologische Hochschule Gießen berief Polanz 2016 auf eine Stiftungsdozentur für Islamfragen. Seine Forschungsschwerpunkte sind: Gottes- und Menschenbild in Bibel und Koran; Christlich-muslimische Begegnungen und Kontroversen in Geschichte und Gegenwart; Scharia-Recht und zeitgenössische islamische Menschenrechts- und Demokratiediskurse; Muslimische Lebenswelten in westlichen Gesellschaften; Klassische und moderne-Dschihad-Konzeptionen; Salafismus und Radikalisierung.
Er engagiert sich seit 2004 als Mitarbeiter und ab 2016 als Wissenschaftlicher Referent am Institut für Islamfragen der Evangelischen Allianz, ist dort seit 2009 Redaktionsleiter der zweisprachigen Zeitschrift „Islam und christlicher Glaube“ und Mitglied des Vorstandes. Er ist zudem Mitglied des Stiftungsrats der Stiftung für christliche Wertebildung, freier Mitarbeiter beim Bonner General-Anzeiger und führt seit 2009 regelmäßige Vorträge und Schulungen im kirchlichen und politischen Bildungsbereich durch.

## Veröffentlichungen
- Yusuf al-Qaradawis Konzept der Mitte bei der Unterscheidung zwischen Jihad und Terrorismus nach dem 11. September 2001 (Reihe: Bonner islamwissenschaftliche Hefte; Heft 16), EB-Verlag, Berlin 2010, ISBN 978-3-86893-013-9.
- Islam im Internet (Sonderdruck Nr. 10), Institut für Islamfragen, Bonn 2010.
- Antworten auf die wichtigsten Fragen zur Scharia, Institut für Islamfragen, Bonn 2012.
  - Teil 1: Die Scharia und ihre Konfliktpunkte mit den Menschenrechten, der Demokratie und dem Rechtsstaat.
  - Teil 2: Die Scharia als Herausforderung für Staat und Gesellschaft in Deutschland.
- Der Islam als historische, politische und theologische Herausforderung (hrsg. Christine Schirrmacher und Thomas Schirrmacher), Verlag für Kultur und Wissenschaft, Bonn 2013, ISBN 978-3-86269-067-1.
- Das ganze Leben als Gihad. Yusuf al-Qaradawi und der multidimensionale Einsatz auf dem Wege Allahs (Reihe: Bonner Islamstudien; Band 38), EB-Verlag, Berlin 2016, ISBN 978-3-86893-216-4.

als Mitherausgeber
- mit Markus Wäsch: Murat findet Jesus, CV-Verlag, Dillenburg 2006, 7. Auflage 2018, ISBN 978-3-86353-366-3.
- mit Christof Sauer und Heiko Wenzel: Begegnungen und Herausforderungen. Christliches Zeugnis im Kontext des Islam, Evangelische Verlagsanstalt, Leipzig 2020, ISBN 978-3-374-05879-2.

Aufsätze
- Herzogsfreude – ein nie genutztes Schloss. In: Bonner General-Anzeiger vom 10./11. April 2004.
- Die Suche nach Reinheit durch rituelle Waschungen (The Search for Purity through ritual abolution). In: Islam und christlicher Glaube / Islam and Christianity, Ausgabe 2/2006, S. 18–24.
- Die islamische Erweckung als Lösung in der Zeit des Verfalls – ein Porträt Yusuf al-Qaradawis (The Islamic Awakening in a Time of Decay – a Portrait of Yusuf al-Qaradawi). In: Islam und christlicher Glaube / Islam and Christianity, Ausgabe 2/2008, S. 19–36.
- Muhammads Beziehung zu den Juden aus koranischer Perspektive (The Koran’s Perspective on Muhammad’s Relationship with the Jews). In: Islam und christlicher Glaube / Islam and Christianity, Ausgabe 2/2010, S. 5–19.
- Abdulkarim Soroush und Nasr Hamid Abu Zaid: Historisch-kritische Koranauslegung für mehr Demokratie und Menschenrechte (Abdulkarim Soroush and Nasr Hamid Abu Zaid: More Democracy and Human Rights through historical-critical Quran Exegesis). In: Islam und christlicher Glaube / Islam and Christianity; Ausgabe 2/2011, S. 30–37.
- Das islamische Minderheitenrecht und der Traum von der islamischen Eroberung des Westens (The Legal Theory for Muslim Minorities and the Islamic Dream of Conquering the West). In: Islam und christlicher Glaube / Islam and Christianity, Ausgabe 2/2012, S. 5–28.
- Wahhabismus und Salafismus – Die Suche nach dem wahren und ursprünglichen Islam des „Goldenen Zeitalters“ (Wahhabism and Salafism – the Search for the Genuine and Original Islam of the „Golden Age“). In: Islam und christlicher Glaube / Islam and Christianity, Ausgabe 2/2013, S. 5–25.
- Die ideologische Saat des Terrors – Schlüsselfragen der islamischen Jihad-Debatte (Terror’s ideological seed – Key Questions in the Islamic Jihad Debate). In: Islam und christlicher Glaube / Islam and Christianity, Ausgabe 1/2015, S. 25–46.
- Braucht der Islam eine Reformation und/oder eine Aufklärung? Antworten deutscher Muslime auf die islamische Identitätskrise (Does Islam need Reformation and/or Enlightenment? The response of two German Muslims to Islam’s identity crisis). In: Islam und christlicher Glaube / Islam and Christianity, Ausgabe 1/2017, S. 5–35.
- Das Wesen des Glaubens und die Rolle der guten Werke im Koran (The Essence of Faith and the Role of Good Works in the Qur’an). In: Islam und christlicher Glaube / Islam and Christianity, Ausgabe 2/2017, S. 30–52.
- „Schwert-Verse“ im Kontext – Muslimische Zugänge zu den Gewalt legitimierenden Texten des Korans (“Sword-Verse” in Context – Muslim Approaches to Texts of the Qurʾān which Legitimize Violence). In: Islam und christlicher Glaube / Islam and Christianity, Ausgabe 1/2019, S. 28–59.
- „Klarheit und gute Nachbarschaft“ als bleibende Herausforderung: Kirchliche Wahrnehmung und Darstellung des Islam in Zeiten gesellschaftlicher Polarisierung  (“Clarity and Good Neighborship” as an Ongoing Challenge: The Church’s Perception and Presentation of Islam in Times of Societal Polarization). In: Islam und christlicher Glaube / Islam and Christianity, Ausgabe 1/2020, S. 36–64.